# Slaget vid Fehrbellin (1758)
För slaget år 1675 se Slaget vid Fehrbellin
Slaget vid Fehrbellin stod den 28 september 1758 under Pommerska kriget. Slaget utkämpades mellan svenska och preussiska styrkor i och omkring staden Fehrbellin, 50 kilometer nordväst om Berlin.

## Slaget
Den 28 november närmade sig en preussisk armé på 6 000 man under general Carl Heinrich von Wedel Fehrbellin med uppgift att stoppa svenskarna från att nå fram till Brandenburg. De knappt 800 svenskarna, som höll staden under ledning av majoren Carl Constantin De Carnall, placerade ut en kanon vid var och en av stadens portar och väntade på preussarna. Preussarna inledde slaget med att anfalla portarna och lyckades ta sig igenom de svenska linjerna. Men när preussarna märkte att svenska förstärkningar kom retirerade de, och slaget slutade i svensk seger.

## Deltagande svenska regementen

### Infanteri
- Kronprinsens regemente (okänt styrka)
- Västerbottens regemente (okänd styrka)
- Västmanlands regemente (2 bataljoner)

### Kavalleri
- Smålands kavalleriregemente[1](4 skvadroner)

## Deltagande preussiska regementen

### Infanteri
- Schenckendorffs grenadjärbataljon (1 bataljon)
- Östenreichs grenadjärbataljon (1 bataljon)
- Wieds fysiljärregemente (2 bataljoner)
- Kursells fysiljärregemente (2 bataljoner)

### Kavalleri
- Möhrings husarregemente (5 skvadroner)
- Plettenbergs dragonregemente (5 skvadroner)